# 토요구치 메구미
토요구치 메구미(일본어: 豊口 めぐみ, 1978년 1월 2일~)는 일본의 성우이다. 81 프로듀스에 소속이다.

## 내력
- 비교적 키가 큰 편이다.(168cm)
- 데뷔 초에는 아가씨 역을 주로 맡을 거라고 예상되는 목소리였으나, 초 GALS 코토부키란!에서 주인공 란 역과, 마리아님이 보고 계셔의 사토 세이 역을 잘 소화해내어 팬들을 놀라게 성우인 오리카사 후미코, 카카즈 유미와 함께 연극 유닛 R*L로 활동했다.
- 눈꺼플에 근육이 별로 없어서 눈을 뜬채로 잠이 들어버리는 경우가 많다고한다. (성우 애니미디어 인터뷰中)

## 출연작

### TV 애니메이션
1998년
- 앨리스 SOS(앨리스)
- 도모군(타쨩)
- 녹색전차 해모수(보라(파라))

2001년
- 슈퍼갤즈(고토부키 란

2002년
- 쵸비츠(오오무라 유미)

2003년
- 기동전사 건담 SEED(미리아리아 하우)
- 강철의 연금술사(윈리 록벨)
- 우주의 스텔비아(마치다 아야카)
- 카레이도 스타 (쿠라타 마나미)
- 어벤져 (레이라 아슈레이)
- 우주소년 아톰 2003 (카라)

2004년
- DearS(루비)
- 마리아님이 보고 계셔(사토 세이)
- 몬스터 (만화)(사서)
- 학원 앨리스(미야조노 유리)

2005년
- 블랙캣 (만화)(미나츠키 사야)
- 딸기 100%(니시노 츠카사)
- ARIA The Animation(아메리)
- Canvas2~무지개 빛의 스케치~(타케우치 마미)
- 건퍼레이드 오케스트라(이시다 사라)
- BLOOD+(이렌느)

2006년
- 더 서드 ~푸른 눈동자의 소녀~(호노카)
- 도키메키 메모리얼 Only Love(오오타마 히로미)
- 블랙 라군(레비)
- 포켓몬스터 DP(히카리)

2007년
- 마이셀프 ; 유어셀프(후지무라 유즈키)
- 뱀부 블레이드(치바 키리노)
- 채운국 이야기(십삼희)
- 클레이모어(소피아)
- 흑의 계약자(시노다 치아키)

2008년
- 가면의 메이드가이(후부키)
- 마크로스 프론티어(크란 크란)
- 블루드래곤 : 천계의 7룡(로타레스)

2009년
- 마리아님이 보고 계셔 4th season (사토 세이)
- RIDEBACK (우에무라 쇼코)
- 프린세스 러버 (실비아 판 호세)
- 성검의 블랙스미스 (아리아)
- 판도라 하츠 (로티)

2010년
- 레인보우 2사 6방의 7인 (요코스카 메구)

2011년
- 스위트 프리큐어♪ (세이렌/쿠로카와 엘렌(큐어 비트))
- 인피니트 스트라토스 (오리무라 치후유)
- 블리치 (도쿠가미네 리루카)
- Fate/Zero (솔라우 누아다레 소피아리)
- SKET DANCE (야바사와 모에)

2012년
- 포켓몬스터 베스트위시 (히카리)
- 다마고치! 꿈 키라 드림 (키라리치)
- Fate/Zero 2nd Season (솔라우 누아다레 소피아리)

2013년
- 다마고치! 미라클 프렌즈 (키라리치)

2014년
- 디-프래그! (이시다 츠츠미)
- 하마토라 (베키나)
- GO-GO 다마고치! (키라리치)

2015년
- 니세코이 (키리사키 하나)
- 창궁의 파프너 EXODUS (마카베 아카네)

2016년
- 단간론파 3-The End of the 키보가미네 학원-절망편 (이쿠사바 무쿠로, 에노시마 쥰코)
- 단간론파 3-The End of the 키보가미네 학원-희망편 (이쿠사바 무쿠로, 에노시마 쥰코)

### OVA
2005년
- 키라메키 프로젝트(네네 엘스쥬네스)
- 강철의 연금술사 샴발라를 정복하는 자(윈리 록벨)

2007년
- 마리아님이 보고 계셔 OVA(사토 세이)
- 머더 프린세스(세실리아)

### 게임
- 파워 돌2 (미치코 네이델)

1998년
- 화성 이야기 (세이라(소녀Y))
- Dance! Dance! Dance! (제니퍼)

1999년
- 북으로. ~White Illumination~ (사토나카 코즈에)
- 그로우랜서 (티피)

2001년
- 트루 러브 스토리3 (쿠도 요쿠코)

2003년
- 이니셜D Special Stage (이와세 쿄코)
- 파이널 판타지X-2 (파인)
- 그로우랜서IV (사역마 D-TP형)

2004년
- Remember11 -the age of infinity- (마유즈미 린)
- DearS (루비)
- 기동전사 건담SEED 끝나지 않는 내일로 (미리아리아 하우)
- 베르세르크 천년제국의 매편 성마전기의 장 (샤를)
- 스텔라 데우스 (아도니스)
- 마그나카르타 (저스티나 본)

2005년
- 딸기100% 스트로베리 다이어리 (니시노 츠카사)
- 반숙영웅4 ~7인의 반숙영웅 (카트리이느)
- 제3차 슈퍼로봇대전 종언의 은하로 (미리아리아 하우)
- 에우레카 세븐 TR1:NEW WAVE (루리)
- 킹덤하츠II (파인)

2006년
- 건퍼레이드 오케스트라 백의 장 ~아오모리 펭귄 전설~ (이시다 사라)
- 식신의 성III (키리시마 레이카)
- 에우레카 세븐 NEW VISION (루리)
- 여신전생 페르소나 3 (타케바 유카리)

2007년
- 샤이닝 포스 이쿠사 (림시안 라 버스)
- 페르소나3 FES (타케바 유카리)
- 발드 바렛 이크프리엄 PS2판 (유우하 테제라크)
- 마이셀프 ; 유어셀프 (후지무라 유즈키)
- 스타오션1 First Departure (피아 멜)

2008년
- Φ나루 어프로치2 ~1st priority~ (코우사카 카구야)
- 방과후는 백은의 조사로 (쿠사카 아야노)
- 전장의 발큐리아 (로지, 브리짓 슈타크)
- 판타지 스타 포터블 (비비안)
- 슈퍼로봇대전Z (미리아리아 하우)
- 꽃보다 남자 -사랑하라 여자- (마키노 츠쿠시)
- 방과후는 백은의 조사로 ~급급여율령~ (쿠사카 아야노)

2009년
- 스타오션4 (메리클 샤를로트)

2010년
- 탄환논파 희망의 학교와 절망의 고교생 (에노시마 쥰코)
- 여신전생 페르소나 3 포터블 (타케바 유카리)

2016년
- 스트리트 파이터 V (마츠다 로라)

### 더빙
1998년
- 녹색전차 해모수(보라)

### 라디오
- 아키라·메구미의 드림드림 파티 - 카미야 아키라, 신타니 료코, 시미즈 아이와 공동진행. (분카방송 초!A&G+, 2000년 4월 - )
- 주간 라디오 SEED (라디오 오사카, 분카방송, 2002년 1월 5일 - 2004년 9월 26일)
- 딸기100% Sweet Cafe - 노토 마미코와 공동진행. (분카방송, 2005년 4월 3일 - 10월 2일)
- 라디오 뱀부 블레이드 문무양도! - 코니시 카츠유키, 히로하시 료와 공동진행. (인터넷 라디오, 2007년 10월 22일 - 2008년 4월 21일)
- 블라스미 라디오 토요토요! - 토요사키 아키와 공동진행. (분카방송 초!A&G+, 2009년 9월 5일 - )